# Євлоєв Муслім Мухажирович
Муслім Мухажирович Євлоєв (рос. Муслим Мухажирович Евлоев; нар. 11 червня 1995, Малгобек, Малгобецький район, Інгушетія) — киргизький борець вільного стилю інгуського походження, срібний призер та чемпіон чемпіонатів Азії, чемпіон Ігор ісламської солідарності.

## Життєпис
Народився в місті Малгобек, Інгушетія. Під прапором Росії виступив на декількох міжнародних турнірах, а в лютому 2012 боровся на чемпіонаті Європи серед кадетів, але виступив невдало, посівши лише 15 місце. У травні 2017 отримав громадянство Киргизстану. Виступаючи за збірну цієї країни, того ж року став срібним призером чемпіонату Азії і чемпіоном Ігор ісламської солідарності. Наступного року приніс Киргизстану золото чемпіонату Азії.
26 липня 2018 року Об'єднаний світ боротьби (UWW) провів допінг-контроль Євлоєва поза змаганнями. Аналізи, взяті у спортсмена, виявили в його організмі заборонену речовину (допінг), через що його було дискваліфіковано терміном на 4 роки з 15 серпня 2018 року по 14 серпня 2022 року.
Під час дискваліфікації Євлоєв продовжував тренуватися в Назрані у спортивному клубі «КУШТ». 7 серпня з'явилась інформація, що Муслім Євлоєв був убитий в ході спецоперації в Назрані бійцями Національного антитерористичного комітету Росії (НАК). Повідомлялося, що борець переховував у своєму будинку прихильників незаконного збройного формування, які мали намір вчинити злочини терористичного характеру. Однак наступного дня з'ясувалось, що Мусліма Євлоєва не було серед убитих. За попередніми даними НАК, йому вдалося втекти. Силовики під час контртерористичної операції у Назрані та Малгобецькому районі Інгушетії ліквідували двох злочинців, одного було затримано. Затриманим виявився двоюрідний брат борця Багаудін Євлоєв. Родичі Євлоєвих заявили, що силовики підкинули саморобні бомби Багаудіну і під тортурами змусили його підписати свідчення проти себе. Не витримавши тортур, він розкрив собі вени і живіт, але лікарі врятували йому життя, і в результаті Євлоєв підписав зізнання. Зокрема, він визнав, що на прохання родича, який живе за межами Інгушетії, він із двоюрідним братом Муслімом Євлоєвим винайняв будинок для двох людей, з якими вони раніше не були знайомі.
Інгуська журналістка Ізабелла Євлоєва повідомила, що батьки Мусліма Євлоєва стверджують, що його насправді забрали силовики, хоча самі силовики стверджують, що Муслім втік. Російські правозахисники стурбовані долею інгуського борця, бо відомо чимало історій, коли в таких ситуаціях людина, яка нібито зникла, насправді гине.

## Спортивні результати на міжнародних змаганнях

### Виступи на Чемпіонатах Азії
| Змагання                       | Збірна     | Вагова категорія          | Місце  |
| ------------------------------ | ---------- | ------------------------- | ------ |
| Чемпіонат Азії з боротьби 2015 | Киргизстан | вільна боротьба, до 74 кг | 5      |
| Чемпіонат Азії з боротьби 2017 | Киргизстан | вільна боротьба, до 74 кг | Срібло |
| Чемпіонат Азії з боротьби 2018 | Киргизстан | вільна боротьба, до 74 кг | Золото |

### Виступи на Іграх ісламської солідарності
| Змагання                          | Збірна     | Вагова категорія          | Місце  |
| --------------------------------- | ---------- | ------------------------- | ------ |
| Ігри ісламської солідарності 2017 | Киргизстан | вільна боротьба, до 74 кг | Золото |

### Виступи на інших змаганнях
| Змагання                                   | Збірна     | Вагова категорія          | Місце  |
| ------------------------------------------ | ---------- | ------------------------- | ------ |
| Турнір Олександра Медведя 2012             | Росія      | вільна боротьба, до 66 кг | 13     |
| Турнір Алі Алієва 2014                     | Росія      | вільна боротьба, до 70 кг | 11     |
| Турнір Яшара Догу 2017                     | Киргизстан | вільна боротьба, до 74 кг | Золото |
| Кубок Ахмата Кадирова 2017                 | Киргизстан | команда                   | 7      |
| Інтерконтинентальний кубок з боротьби 2017 | Киргизстан | вільна боротьба, до 74 кг | 13     |
| Турнір Алі Алієва 2018                     | Киргизстан | вільна боротьба, до 74 кг | Бронза |
| Турнір Г. Картозія і В. Балавадзе 2018     | Киргизстан | вільна боротьба, до 74 кг | 12     |

### Виступи на змаганнях молодших вікових груп
| Змагання                                       | Збірна | Вагова категорія          | Місце |
| ---------------------------------------------- | ------ | ------------------------- | ----- |
| Чемпіонат Європи з боротьби серед кадетів 2012 | Росія  | вільна боротьба, до 69 кг | 15    |